# Запорізький авіаційний коледж
Запорі́зький авіаці́йний ко́ледж ім. О. Г. Íвченко — навчальний заклад I–II рівня акредитації авіаційно-космічного спрямування в місті Запоріжжя, підпорядкований Міністерству освіти і науки України.
Цікаві факти про коледж:Технічне оснащення: Запорізький авіаційний коледж має сучасні тренажери для підготовки операторів авіаційного обладнання та обслуговування літаків. Студенти можуть працювати з реальними моделями авіаційної техніки, що дозволяє їм здобувати практичні навички, наближенні до реальних умов.Партнерства з авіакомпаніями: Коледж співпрацює з великими авіаційними компаніями та організаціями, що дає студентам можливість проходити практику та стажування на підприємствах, які займаються обслуговуванням літаків і авіаційною технікою.Міжнародна діяльність: Коледж активно підтримує міжнародні зв'язки, що дозволяє студентам обмінюватися досвідом та отримувати можливість участі в міжнародних проектах і конкурсах. Це відкриває перед студентами більше можливостей для кар'єрного росту не тільки в Україні, але й за кордоном.Тренування на аеродромі: Для студентів, які здобувають спеціальності, пов'язані з авіаційними технологіями, коледж організовує навчальні польоти та тренування на реальних аеродромах, що дає можливість здобувати досвід у реальних умовах.Курси підвищення кваліфікації: Запорізький авіаційний коледж пропонує не лише базову освіту, але й курси підвищення кваліфікації для професіоналів у галузі авіації. Це дозволяє працюючим спеціалістам отримати нові знання та сертифікати, що відкривають нові горизонти для кар'єрного росту.Історія та традиції: Коледж має багатий історичний спадок і завдяки своїм досягненням відіграє важливу роль в розвитку авіаційної освіти в Україні. Багато його випускників стали відомими професіоналами у своїй галузі та зробили великий внесок у розвиток авіаційної техніки.

## Історія
Історія Запорізького авіаційного коледжу імені академіка Олександра Георгійовича Івченка постійно переплітається з історією заводу. На початку ХХ століття виникла необхідність в ремонті авіаційних двигунів. 
Налагоджувати ремонт та виробництво почало Петербурзьке акціонерне товариство «Дюфлон», Константинович і К. – скорочено «Дека» в місті Запоріжжя. Для виробництва авіаційних двигунів необхідні були добре підготовлені кадри. Саме це й спонукало ідею створення навчального закладу.
24 грудня 1929 року практичним втіленням історичних рішень було створення   автомоторобудівного технікуму імені Климента Ворошилова в місті Запоріжжя.
Заняття проходили в приміщенні запорізького машинобудівного інституту, де було відведено профкомом дві аудиторії.
28 травня 1930 року технікум був переданий із системи Наркомпрому УРСР у ведення Всесоюзного авіаційне об'єднання (ВАО). Включення технікуму в систему ВАО призвело до зміни його назви — Запорізький авіаційний технікум.
Влітку 1932 року — технікум був нагороджений Почесною грамотою за результатами туру Всесоюзного соціалістичного змагання та Червоним Прапором на честь штурму ДніпроГЕСу.
За 1934 — 1937 роки — технікуму присуджено Червоний прапор міського комітету комсомолу, як найкращому навчальному закладу.
За ці роки відбулося 12 випусків, диплом технікуму вже отримали майже 500 спеціалістів. Технікум не просто був створений для підготовки  спеціалістів потрібних заводу, він практично проживає і до сьогодення одне життя з заводом.
1941 рік — Друга світова війна порушила мирне життя і запорізьких авіамоторобудівників. Вона змусила вдягнути шинелі багатьох працівників заводу, студентів та викладачів технікуму.
У серпні 1941 року — завод отримав наказ Наркому авіаційної промисловості про евакуацію заводу на схід в м. Омськ. Евакуація була проведена всього за 47 діб. Разом з заводом до Омська було евакуйовано і Запорізький авіаційний технікум. Саме там з 1941 по 1944 роки вдалося підготувати і випустити понад 200 спеціалістів.
З 1947 року технікум повернувся до рідного міста. Було всього три групи, навчалися в основному фронтовики, і ті, хто повернувся з сибірського міста Омська. Багато енергії в спробі відродження навчального закладу віддав його директор Петро Іванович Олейніков. Працювати довелося в складних умовах,  не було власного приміщення. Заняття проходили в аудиторіях колишнього ремісничого училища № 20 та незабаром завод виділив для технікуму будівлю по вулиці Хімічній.
Перший повоєнний випуск відбувся у 1950 році.
1968 року Запорізькому авіаційному технікуму Постановою Ради Міністрів УРСР від 28 жовтня 1968 року присвоєно ім'я академіка Олександра Івченка — видатного конструктора і вченого України, творця авіаційних двигунів, широко відомих в світі, як двигунів сімейства «АІ» засновника і першого керівника Запорізького машинобудівельного конструкторського бюро «Прогрес»,  Генерального конструктора, героя соціалістичної праці, лауреата державної премії СРСР.
1969 року за активної участі керівництва директора технікуму Івана Григоровича Тиріна було збудовано нову будівлю технікуму за адресою: м. Запоріжжя, вулиця Іванова, 97. 
В даній будівлі два корпуси: навчальний і навчально-виробничий, які мали крім аудиторій, актовий зал на 400 місць, спортзал, бібліотеку, тир, їдальню, у виробничому – слюсарна і механічна майстерні.
1975 року директором технікуму був призначений Рибальченко Ігор Іванович, який працював в технікумі з 1955 року.
31 липня 1980 року «За успіхи у підготовці висококваліфікованих спеціалістів для народного господарства» Запорізький авіаційний технікум імені О. Г. Івченка нагороджено Почесною грамотою Президії Верховної Ради Президії Української РСР.
1987 року колектив технікуму очолив кандидат технічних наук Ксензов Олександр Сергійович.
1991 року технікуму Наказом Міністерства авіаційної промисловості СРСР № 440 від 27 лютого 1991 року надано статус коледжу, який експериментально готував молодших спеціалістів з підвищеним рівнем фундаментальної підготовки. Через десятиріччя ця форма навчання почала називатися бакалавратом.
1998 року, згідно з наказом Міністерства освіти України, на базі Запорізького авіаційного коледжу створено навчально-науково-виробничий комплекс, у який увійшли:
- Дніпровський національний університет
- Запорізький національний технічний університет
- Запорізький технічний ліцей «Вибір»
- Запорізька школа-ліцей № 34
- Запорізька загальноосвітня спеціалізована школа № 18.

Перелік базових підприємств для підготовки спеціалістів двигунобудівної галузі:
- Мотор Січ
- ЗМКБ «Прогрес»
- Державне конструкторське бюро «Південне» імені М. К. Янгеля
- ВАТ «ЗАЗ»
- Науково-виробничий комплекс «Іскра».

1998 року на будівлі коледжу відкрита меморіальна дошка на честь 95-річчя народження Олександра Івченка.

## Сьогодення
Нове ХХІ століття Запорізький авіаційний коледж імені Олександра Івченка відзначив відкриттям нової спеціальності «Економіка підприємства», а згодом відкрито ще дві спеціальності: «Організація виробництва» та «Обслуговування комп’ютерних та інтелектуальних систем і мереж» та зовсім новою спеціальністю — «Обслуговування програмних систем і комплексів» (2012 р.).
Майбутніх спеціалістів готують майже 100 викладачів високого рівня. Серед них кандидат технічних наук, викладачі вищої категорії, викладачі-методисти.

## Керівництво
Директор коледжу — Дудников Олександр Сергійович (з 2014 року).

## Видатні випускники
Видатним випускником коледжу є Колошенко Василь Петрович — льотчик-випробувач вертольотів, Почесний полярник, Герой Радянського Союзу, учасник експедиції «Північний полюс-5», здійснив 12 світових рекордів.